# Xác ướp Chinchorro

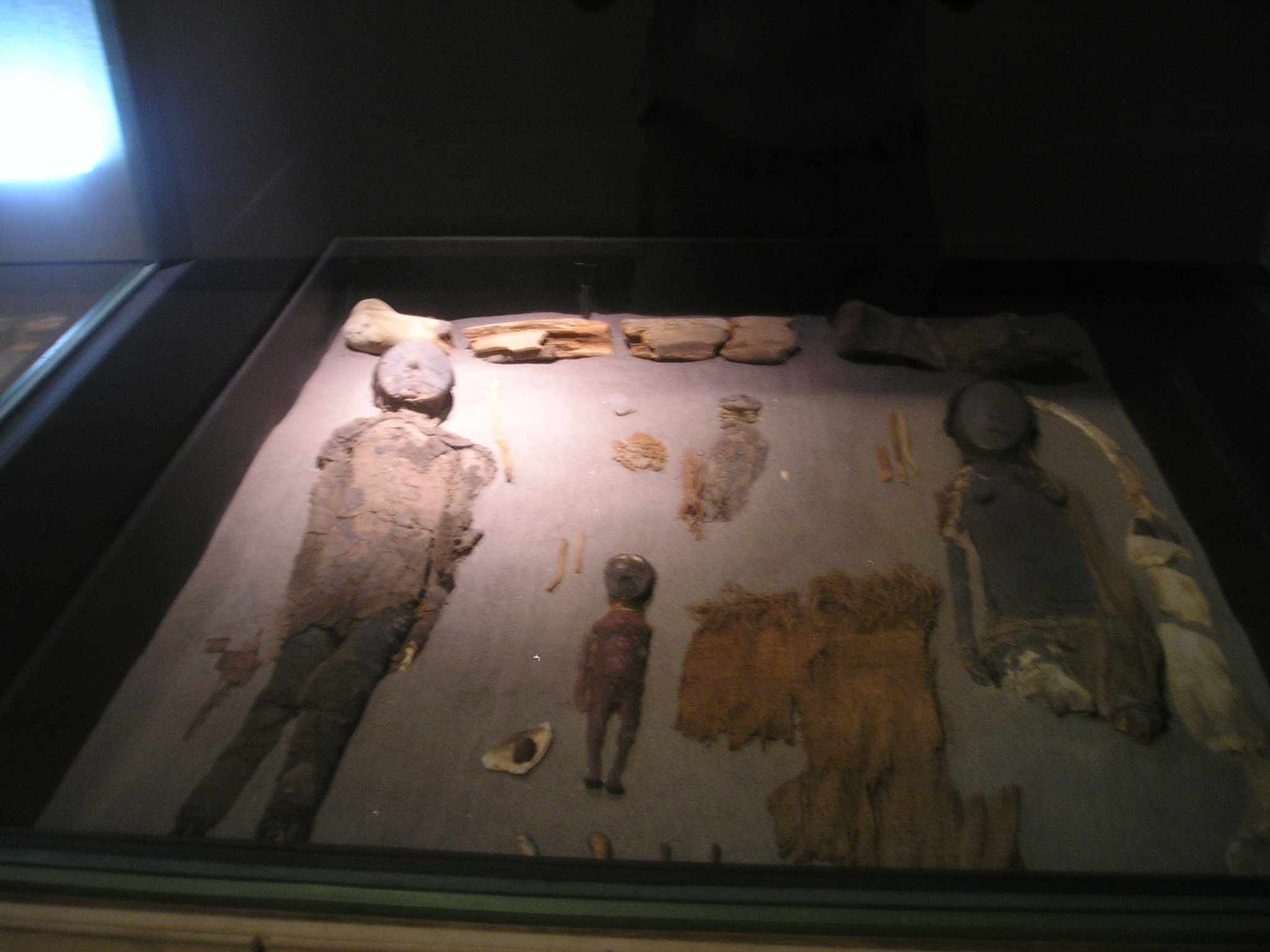
Các xác ướp tại một bảo tàng ở San Miguel de Azapa.

Xác ướp Chinchorro là những xác ướp của những người Nam Mỹ thuộc nền văn hóa Chinchorro, tìm thấy tại vùng ngày nay là bắc  Chile và nam Peru. Chúng là những xác ướp nhân tạo người cổ nhất được biết, cổ hơn các xác ướp cổ Ai Cập đến hai ngàn năm. Để so sánh, xác ướp cổ nhất tìm thấy tại Ai Cập có niên đại khoảng 3000 năm trước Công nguyên, trong khi xác ướp cổ nhất tìm thấy trong sa mạc Atacama có niên đại khoảng 7020 năm trước Công nguyên. Người ta tin rằng xác ướp Chinchorro xuất hiện sớm nhất khoảng 5000 năm trước Công nguyên và đạt đỉnh cao vào khoảng 3000 năm trước Công nguyên. Thường thì những xác ướp này được chuẩn bị một cách cẩn thận bằng cách loại bỏ những nội tạng và thay thế chúng bằng sợi thực vật hoặc lông thú. Trong một vài trường hợp một người ướp xác sẽ loại bỏ da và thịt từ xác người đã chết và thay thế chúng bằng đất sét. Các tính chất hóa học của shell midden và xương cho thấy 90% thực phẩm hằng ngày của người Chinchorro là hải sản. Rất nhiều nền văn hóa cổ gắn với nghề cá đã xuất hiện và sống ở các Thung lũng sông cạn ở Andes, nhưng người Chinchorro đặc biệt ở chỗ chỉ có họ mới ướp xác tỉ mỉ người chết.

### Chuẩn bị

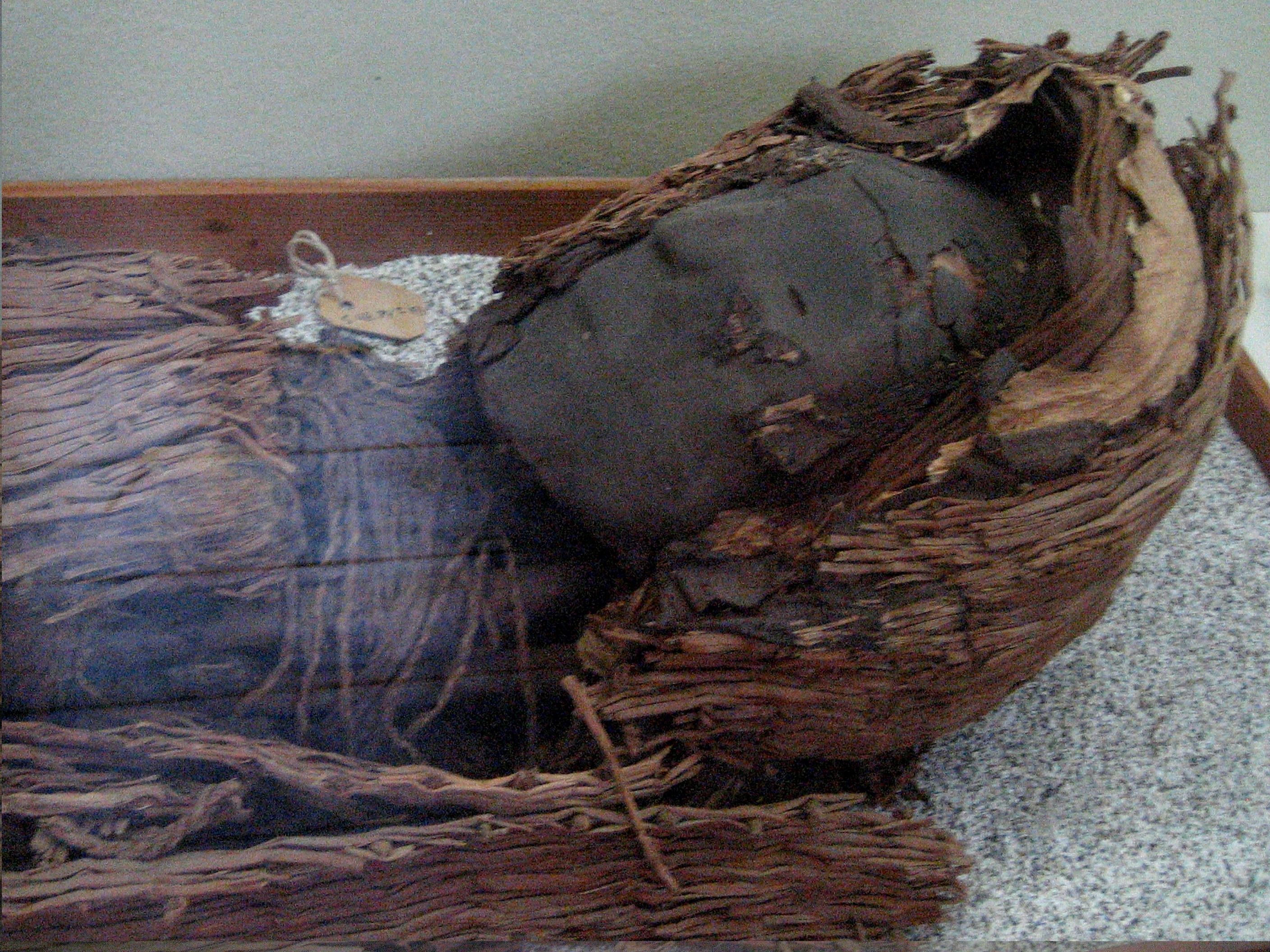
Đầu của một xác ướp Chinchorro